# 金哲玟
金哲玟（：／ Kim Cheol-min，1957年2月15日—），大韓民國自由派政治人物，第20到21屆國會議員。